# Nortec (Musikstil)
Nortec, ein Kofferwort aus Norteña und Techno, ist ein Stil der elektronischen Tanzmusik, der Ende der 1990er-Jahre in Mexiko entstand. Er charakterisiert sich durch eine Mischung aus traditioneller mexikanischer Musik und elektronischen Elementen.
Am Anfang hatten die meisten Nortec-Stücke einen minimalistischen Grundcharakter sowie ein generell langsames sogenanntes Downtempo, doch nach und nach diversifizierte sich der Stil.
Das Zentrum der Bewegung ist der Norden Mexikos rund um die Stadt Tijuana.

## Bekannte Interpreten
- Fussible
- Bostich
- Terrestre
- Panóptica
- Planktonman